# Impera
Impera är det svenska hårdrocksbandet Ghosts femte studioalbum, utgivet den 11 mars 2022. Den 10 juni 2022 utannonseras det att albumet har certifierats guld i Sverige.

## Låtlista
| Nr           | Titel                            | Kompositör                             | Längd |
| ------------ | -------------------------------- | -------------------------------------- | ----- |
| 1.           | Imperium                         | Tobias Forge                           | 1:40  |
| 2.           | Kaisarion                        | Forge, Joakim Berg                     | 5:02  |
| 3.           | Spillways                        | Forge, Salem Al Fakir, Vincent Pontare | 3:16  |
| 4.           | Call Me Little Sunshine          | Forge, Max Grahn                       | 4:44  |
| 5.           | Hunter's Moon                    | Forge, Grahn                           | 3:16  |
| 6.           | Watcher in the Sky               | Forge, Al Fakir, Pontare               | 4:58  |
| 7.           | Dominion                         | Forge, Al Fakir, Pontare               | 1:22  |
| 8.           | Twenties                         | Forge, Al Fakir, Pontare               | 3:46  |
| 9.           | Darkness at the Heart of My Love | Forge, Al Fakir, Pontare               | 4:58  |
| 10.          | Griftwood                        | Forge, Peter Svensson, Klas Åhlund     | 5:16  |
| 11.          | Bite of Passage                  | Forge                                  | 0:31  |
| 12.          | Respite on the Spitalfields      | Forge, Berg                            | 6:42  |
| Total längd: | Total längd:                     | Total längd:                           | 45:31 |